# AMC Gremlin

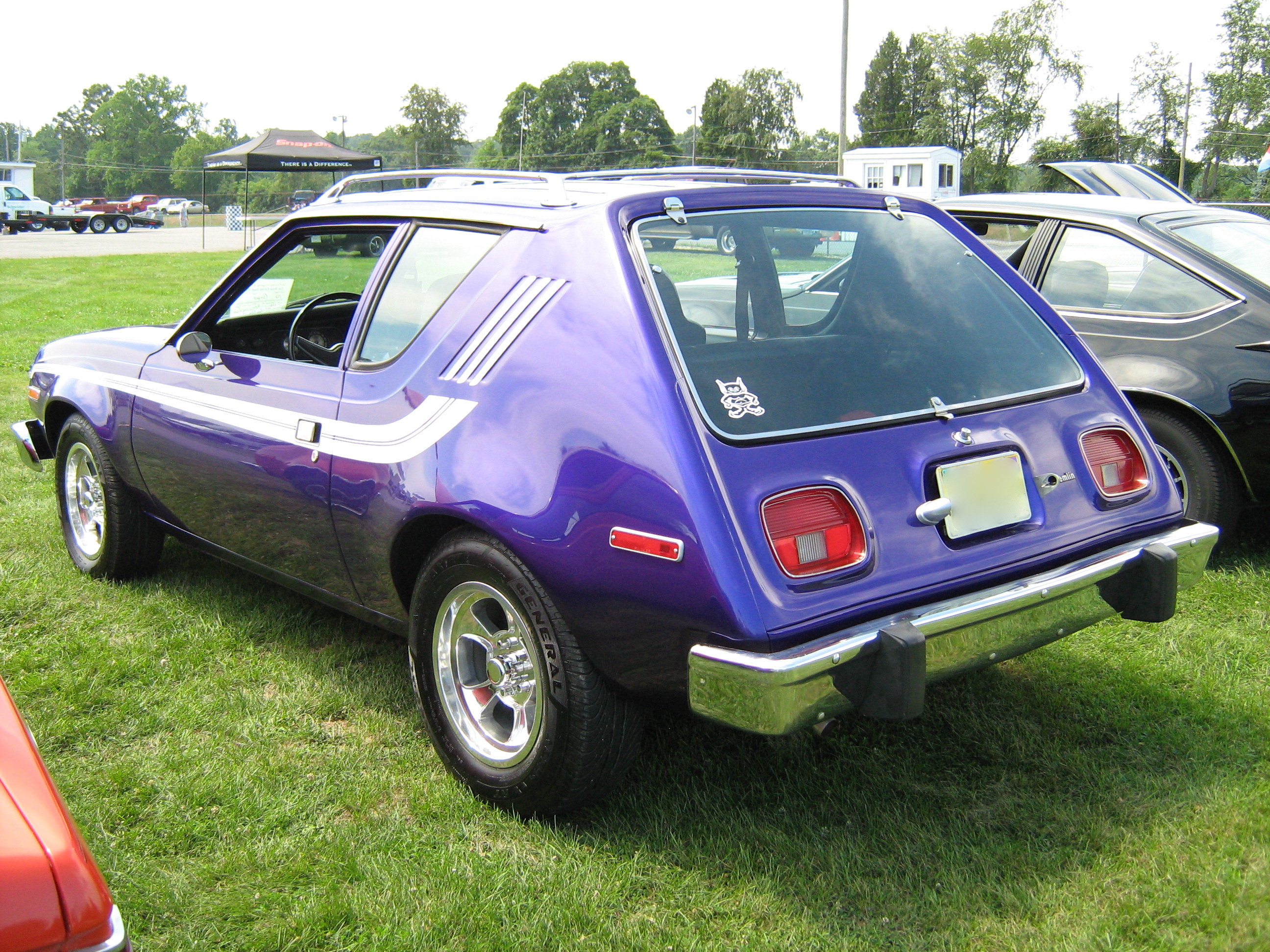
Heckansicht

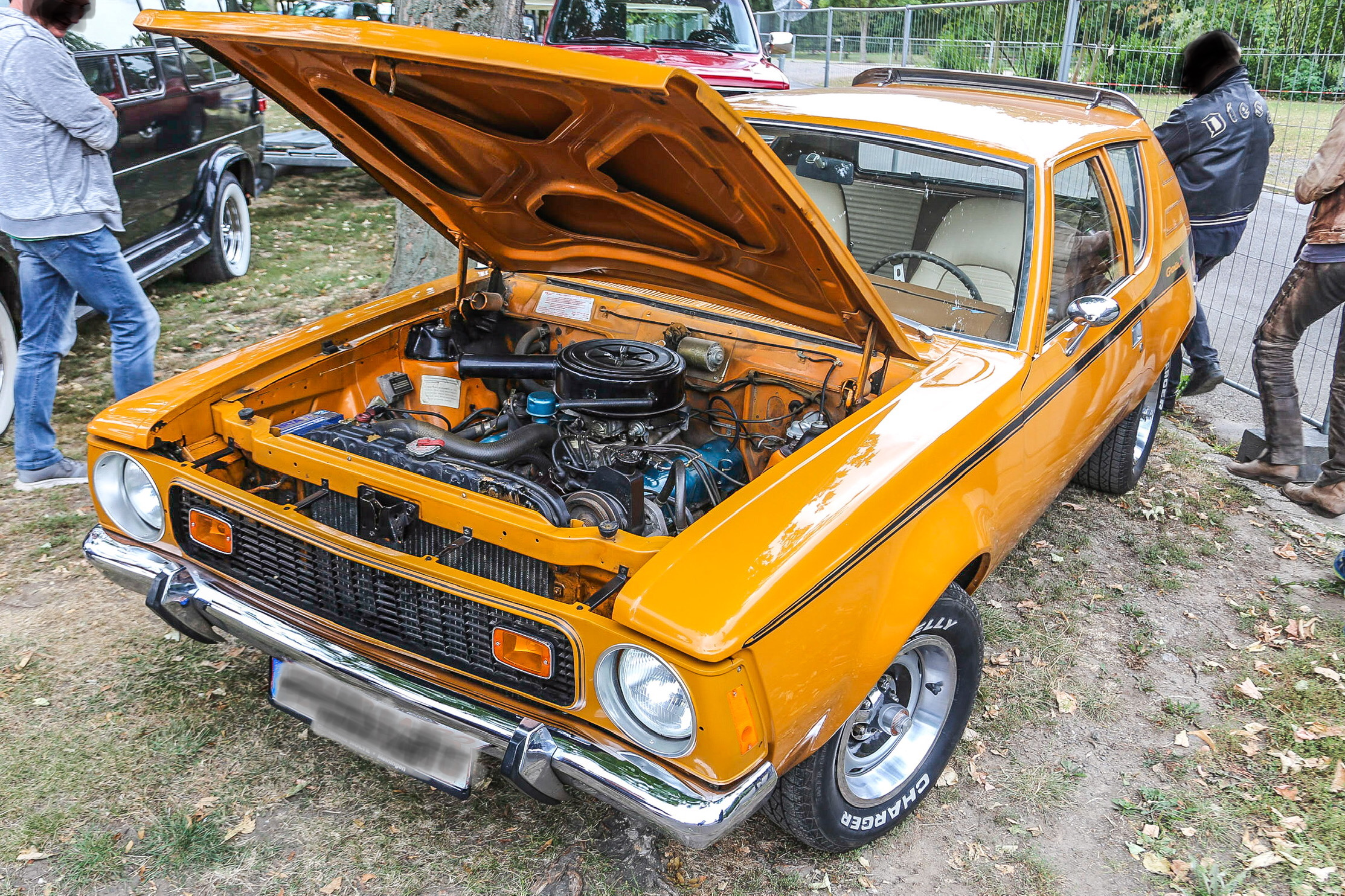
Gremlin X Front

Der AMC Gremlin (dt. Kobold, Zwerg) war ein US-amerikanischer Kleinwagen, der zwischen dem 1. April 1970 und Sommer 1978 von der American Motors Corporation hergestellt wurde. Es wurden 671.475 Fahrzeuge produziert.

## Entwicklung
Neben der Präsenz des VW Käfers wurde auch das seinerzeit rasante Wachstum der Importe japanischer Pkw in den USA zunehmend mit Sorge betrachtet. Hinzu kam eine Absatzflaute auf dem US-Markt insgesamt. Es schien aus Sicht von AMC daher geboten, einen unmittelbaren Konkurrenten zu den kleinen Importwagen auf den Markt zu bringen. Ähnliche Pläne verfolgte zu dieser Zeit auch Ford und General Motors.  
Der Gremlin war dabei eine Verlegenheitslösung. Da dem Werk das Geld für eine Neuentwicklung fehlte, behalf man sich damit, den Radstand des wenige Monate zuvor eingeführten AMC Hornet in etwa auf das Maß des VW Käfers zu verkürzen und den Wagen mit einem kurzen Steilheck zu versehen. Vorderwagen und Armaturenbrett wurden praktisch unverändert vom größeren Modell übernommen.
Dadurch geriet der Gremlin für einen Kleinwagen sehr breit und schwer, und die Motoren, die ebenfalls aus dem Hornet stammten, waren alles andere als sparsam.
AMC versuchte, aus der Not eine Tugend zu machen, und verwies in der Werbung darauf, dass man mit dem Gremlin viel mehr Auto für das gleiche Geld bekam als bei VW oder Toyota. Kofferraum und Rücksitzraum waren freilich winzig, die billigste Version war ein Zweisitzer ohne Rückbank.

## Motorisierung
Der Gremlin war mit folgenden Motoren erhältlich:
- 3,8-Liter-Reihensechszylinder (232 cui/3800 cm³), 91 PS
- 4,2-Liter-Reihensechszylinder (258 cui/4230 cm³), 96–112 PS
- 5,0-Liter-V8 (304 cui/4980 cm³), 122 PS (bis einschließlich Modelljahr 1976)
- 2,0-Liter-Reihenvierzylinder (121 cui/1980 cm³, von Audi übernommen), 81 PS (ab Februar 1977)

## Trivia
Der Gremlin hat in den USA das Image eines Autos für Verlierer oder Versager. So wurde er etwa auch in der Zeichentrickserie Die Simpsons eingesetzt. Die Figuren Comicbuch-Verkäufer und Hans Maulwurf fahren dieses Modell. Im Film Cars 2 gehören mehrere AMC Gremlin zur Bande der Gurken. Auch Al Bundy besitzt für kurze Zeit statt seines Dodge einen Gremlin (Staffel 4, Episode 9, Der Sparstrumpf). In All about Steve büßt Howard alias DJ Qualls seinen Gremlin beinahe bei einem Tornado ein.
Der Song Born to Be Wild aus dem Film Easy Rider bezieht sich nach Aussage von Peter Fonda in dem Dokumentarfilm Auf den Spuren von Easy Rider auf den AMC Gremlin, da der Komponist Mars Bonfire bei der Komposition an sein eigenes Fahrzeug dieses Typs gedacht habe.
Im Film Barry Seal: Only in America erwirbt der Bruder von Seals Frau Lucy einen Gremlin X mit Geld, das er von Barry Seal gestohlen hat.
Ein AMC Gremlin spielt im Handyspiel Duskwood eine wichtige Rolle.